# Gefährliches Werkzeug
Der Begriff des gefährlichen Werkzeugs ist ein Fachbegriff des deutschen Strafrechts.

## Verwendung
Ursprünglich war das gefährliche Werkzeug nur im Zusammenhang mit den Körperverletzungsdelikten im Strafgesetzbuch (StGB) vorgesehen. Die Tatausführung „mittels eines gefährlichen Werkzeugs“ qualifiziert seit 20. März 1876 gemäß dem ehedem neugeschaffenen § 223a StGB (damals des Deutschen Reichs) die einfache Körperverletzung zur gefährlichen Körperverletzung. Nach geltendem Recht wird dadurch der Strafrahmen von maximal 5-jähriger Freiheitsstrafe oder Geldstrafe nach § 223 Abs. 1 StGB auf Freiheitsstrafe zwischen sechs Monaten und zehn Jahren gemäß § 224 Abs. 1 Nr. 2 StGB ohne die Möglichkeit der Geldstrafe erhöht. In minderschweren Fällen ist der qualifizierte Strafrahmen drei Monate bis fünf Jahre.
Mit Inkrafttreten des genannten 6. Strafrechtsänderungsgesetzes reformierte der Gesetzgeber auch die Eigentumsdelikte und führte dort unter anderem auch den Begriff des gefährlichen Werkzeugs ein. Seitdem qualifiziert nicht mehr nur das Mitführen von Schusswaffen den Diebstahl (§ 242 StGB) zu einem besonders bestraften („Waffen“-)Diebstahl nach § 244 Abs. 1 Nr. 1a StGB, sondern es genügt auch jedes andere gefährliche Werkzeug neben (nunmehr jeder) Waffe.
Dasselbe gilt für einen Fall des schweren Raubes nach § 250 Abs. 1 Nr. 1 a StGB. Darüber hinaus führt die tatsächliche Verwendung eines solchen gefährlichen Werkzeugs nach § 250 Abs. 2 Nr. 1 StGB zu einem (gewissermaßen ganz besonders) schweren Raub und einem nochmals erhöhten Strafrahmen. Eine entsprechende Regelung wurde im § 177 StGB auch für die sexuelle Nötigung (2016 entsprechend für sexuelle Übergriffe) eingeführt.
Seit 2017 führt das bloße Mitführen eines gefährlichen Werkzeugs auch bei Widerstand gegen und tätlichem Angriff auf Vollstreckungsbeamte (§§ 113, 114 StGB) sowie bei Landfriedensbruch (§ 125a StGB) in der Regel zu einer höheren Bestrafung.
In allen Fällen gilt: Auch der subjektive Tatbestand muss für eine Verurteilung das Beisichführen bzw. Verwendung des gefährlichen Werkzeugs als solches erfassen, d. h. der Vorsatz des Täters muss sich auf sie erstrecken. Dabei muss er zwar nicht selbst die Begrifflichkeiten als solche verstehen, der Vorsatz muss aber die zugrundeliegenden Umstände umfassen.

## Definition
Das StGB selbst liefert keine Legaldefinition des Begriffs. Wie auch bei anderen Normen des StGB ist der Begriff nur im Zusammenhang des jeweiligen Tatbestands zu verstehen und hat daher wegen der unterschiedlichen Schutzrichtung der Körperverletzungs- und Eigentumsdelikte keine zwingend übereinstimmende Bedeutung oder Definition.

### Gefährliche Körperverletzung nach § 224 StGB
Als gefährliches Werkzeug im Sinne von § 224 StGB begreift Rechtsprechung und juristische Lehre übereinstimmend jeden körperfremden beweglichen Gegenstand, der nach seiner objektiven Beschaffenheit und der Art seiner konkreten Verwendung geeignet ist, erhebliche körperliche Verletzungen hervorzurufen. Da das Strafrecht in seiner Begrifflichkeit unabhängig von der des Zivilrechts (insbesondere des BGB) ist, werden nach ganz herrschender Meinung Tiere auch nach Inkrafttreten des § 90a BGB als Sachen behandelt und können daher auch gefährliche Werkzeuge nach dieser Definition darstellen.
Aus dem Begriff „Werkzeug“ wird verbreitet der Schluss gezogen, dass es sich um einen vom menschlichen Körper getrennten Gegenstand handeln muss, der auf einen anderen willensgesteuert zubewegt werden kann. Kein Werkzeug ist demnach etwa die Faust oder der Fuß des Täters; wohl aber der Schuh, wobei ein Schuhwerk dann regelmäßig als gefährliches Werkzeug angesehen wird, wenn es fest ist. Ebenso wenig soll darunter ein Felsen oder eine heiße Herdplatte fallen, auf die der Täter das Opfer stößt. Eine Strafbarkeit nach § 224 Abs. 1 Nr. 1, Nr. 5 StGB bleibt davon unberührt. Nicht erfasst sein sollen die ordnungs- und bestimmungsgemäß verwendeten chirurgischen Instrumente eines Arztes, da sie gerade nicht zu Angriffs- und Verteidigungszwecken verwendet werden.

### Widerstand gegen und tätlicher Angriff auf Vollstreckungsbeamte nach §§ 113 und 114, Landfriedensbruch nach § 125a, Sexueller Übergriff und Sexuelle Nötigung nach § 177 Abs. 7 Nr. 1, Bewaffneter Diebstahl nach § 244 Abs. 1 Nr. 1 a, Schwerer Raub nach 250 Abs. 1 Nr. 1 a StGB
Von dieser Definition weicht der Begriff hier ab. Da diese Tatbestände das bloße Mitsichführen als strafschärfend genügen lassen, kann nicht auf die konkrete Verwendung abgestellt werden. In Abgrenzung zum sonstigen Werkzeug in § 244 Abs. 1 Nr. 1b StGB wird daher im Ausgangspunkt allein auf die abstrakte Gefährlichkeit abgestellt, die die Nähe zur Waffe als Sonderfall rechtfertigt. Andererseits kann nach der Rechtsprechung des Bundesgerichtshofs (BGH) auch ein ansonsten ungefährlicher Gegenstand als gefährliches Werkzeug gelten, wenn er in gefährlicher Weise verwendet wird und ggf. zu der in § 177 Abs. 8 Nr. 1 StGB und § 250 Abs. 2 Nr. 1 StGB für die Verwendung eines gefährlichen Werkzeugs vorgesehenen nochmal erhöhten Strafe führen. Einer abschließenden allgemeingültigen Definition verschließt er sich daher. Letztlich lässt sich der Begriff nur im Einzelfall umschreiben, wobei zum einen die gesetzliche Wertung als Oberbegriff zu den Waffen als auch der Umstand zu berücksichtigen sind, dass das Mitsichführen diverser Gegenstände (Taschenmesser, Kugelschreiber) allgemein als sozial adäquat angesehen werden und daher für sich genommen noch nicht zu einer besonderen Gefahr und damit Strafwürdigkeit führen.